# Gournay-sur-Marne

Położenie Gournay-sur-Marne w ramach aglomeracji paryskiej

Gournay-sur-Marne – miejscowość i gmina we Francji, w regionie Île-de-France, w departamencie Sekwana-Saint-Denis.
Według danych na rok 1990 gminę zamieszkiwało 5486 osób, a gęstość zaludnienia wynosiła 3265 osób/km² (wśród 1287 gmin regionu Île-de-France Gournay-sur-Marne plasuje się na 315. miejscu pod względem liczby ludności, natomiast pod względem powierzchni na miejscu 874.).